# Rhynchostegium huitomalconum
Rhynchostegium huitomalconum là một loài rêu trong họ Brachytheciaceae. Loài này được Müll. Hal. Besch. mô tả khoa học đầu tiên năm 1872.